# ويليام شامبين
ويليام شامبين ( William champion) أو فقط ويل شامبين ( Will champion) هو موسيقي ومغني إنجليزي من مواليد 31 يوليو 1978 أكثر مايعرف به هو أنه قارع الطبول في فرقة كولدبلاي

## روابط خارجية
- ويليام شامبين على موقع IMDb (الإنجليزية)
- ويليام شامبين على موقع الموسوعة البريطانية (الإنجليزية)
- ويليام شامبين على موقع ألو سيني (الفرنسية)
- ويليام شامبين على موقع ميوزك برينز (الإنجليزية)
- ويليام شامبين على موقع أول ميوزيك (الإنجليزية)
- ويليام شامبين على موقع ديسكوغز (الإنجليزية)
- ويليام شامبين على موقع قاعدة بيانات الفيلم (الإنجليزية)